# Erbachhof
Der Erbachhof ist ein dem Stadtteil Neustadt an der Rems der Stadt Waiblingen im baden-württembergischen Rems-Murr-Kreis zugehöriger Wohnplatz.

## Lage
Der Erbachhof liegt in der Nähe des namensgebenden Erbachs, einem rechten Zufluss der Rems, bei der Gemeinde Schwaikheim. Bei dem Weiler verlaufen die Gemarkungsgrenzen zwischen Waiblingen und Schwaikheim sowie zwischen Waiblingen und Korb. Der Weiler hat sein ursprünglich landwirtschaftlich geprägtes Erscheinungsbild bewahrt. Über zwei alte Wege, dem Schärisweg und dem Schneiderweg war der Erbachhof mit der Wüstung Hofgut Hochflur verbunden.

## Geschichte

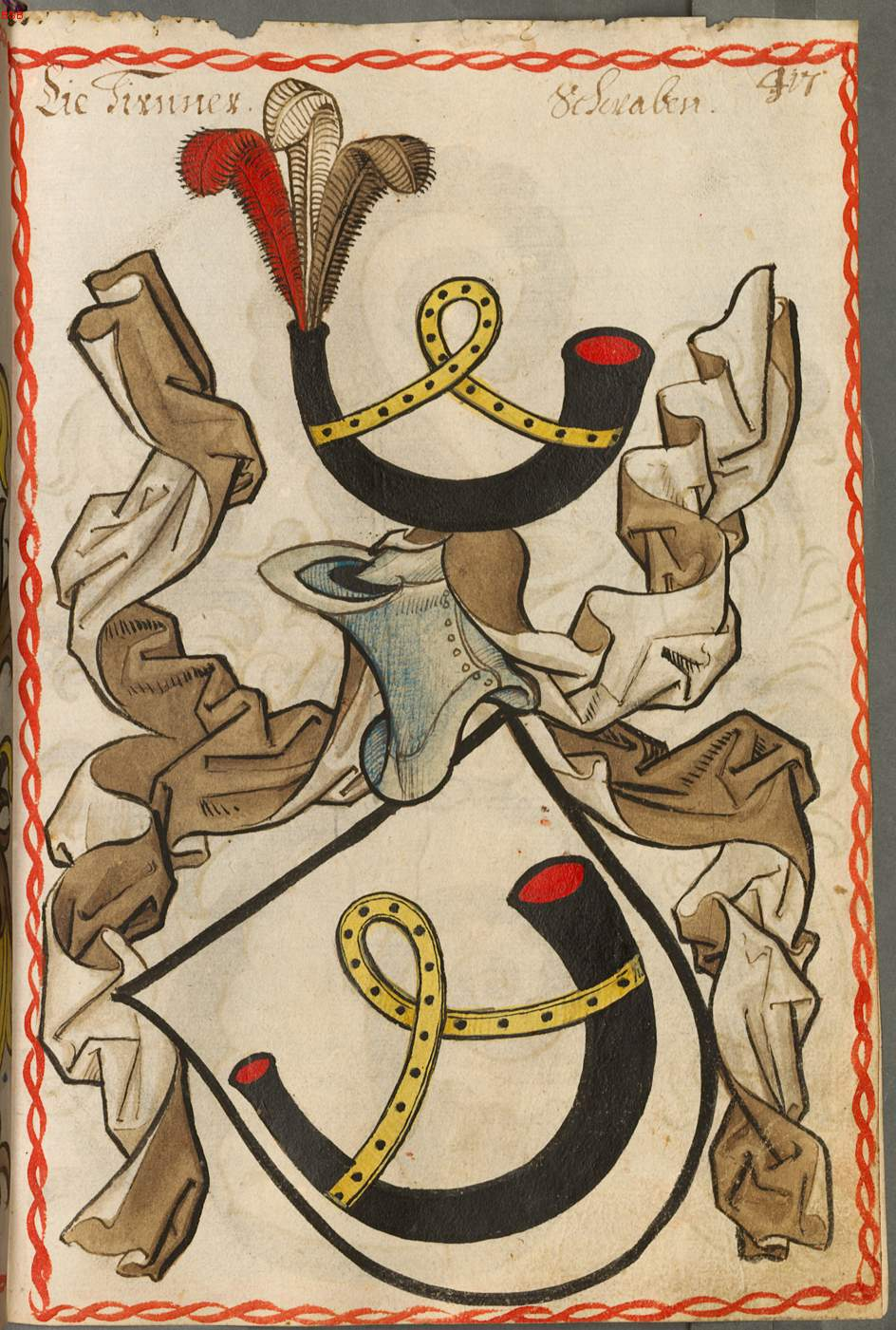
Wappen der Dürner von Dürnau in Scheiblers Wappenbuch

Erstmals erwähnt wurde der Weiler im Jahr 1344 als Erlbach bei Swaikein (Schwaikheim). Der Erbachhof war zu diesem Zeitpunkt ein württembergisches Lehen im Besitz der adligen Dürner von Dürnau. 1560 kam der Erbachhof in den Besitz der Stadt Waiblingen. Die älteste Ansicht des Hofs Erlachhoff findet sich in dem Forstlagerbuch von Andreas Kieser. Es zeigt einen befestigten Hof mit hohen Mauern und einem Tor. 1682 wurde der Hof von der herzoglichen Kammerschreiberei erworben. Diese Besitzverhältnisse werden von der Beschreibung des Oberamts Waiblingen von 1850 für das Jahr 1744 bestätigt. Der Weiler war dem Kammerschreibereigut Schlosshofmeisterei Winnental zugeordnet. Im Jahr 1799 erwarb die Gemeinde Neustadt den Erbachhof von der Kammerschreiberei. Die Beschreibung des Oberamts Waiblingen von 1850 sagt aus, dass der Weiler aus 4 Familien besteht. Am 1. Januar 1975 wurde der Weiler im Rahmen der Gemeindereform zusammen mit Neustadt in die Stadt Waiblingen eingegliedert.

## Verkehr
Der Weiler ist mit Straßen an Schwaikheim und Neustadt sowie an die Bundesstraße 14 und in der Fortsetzung an Korb angebunden. Zwischen dem Erbachhof und Schwaikheim verläuft die Bahnstrecke Waiblingen–Schwäbisch Hall-Hessental. Durch den Erbachhof verläuft der Rundradweg Waiblingen.

## Kulturdenkmale

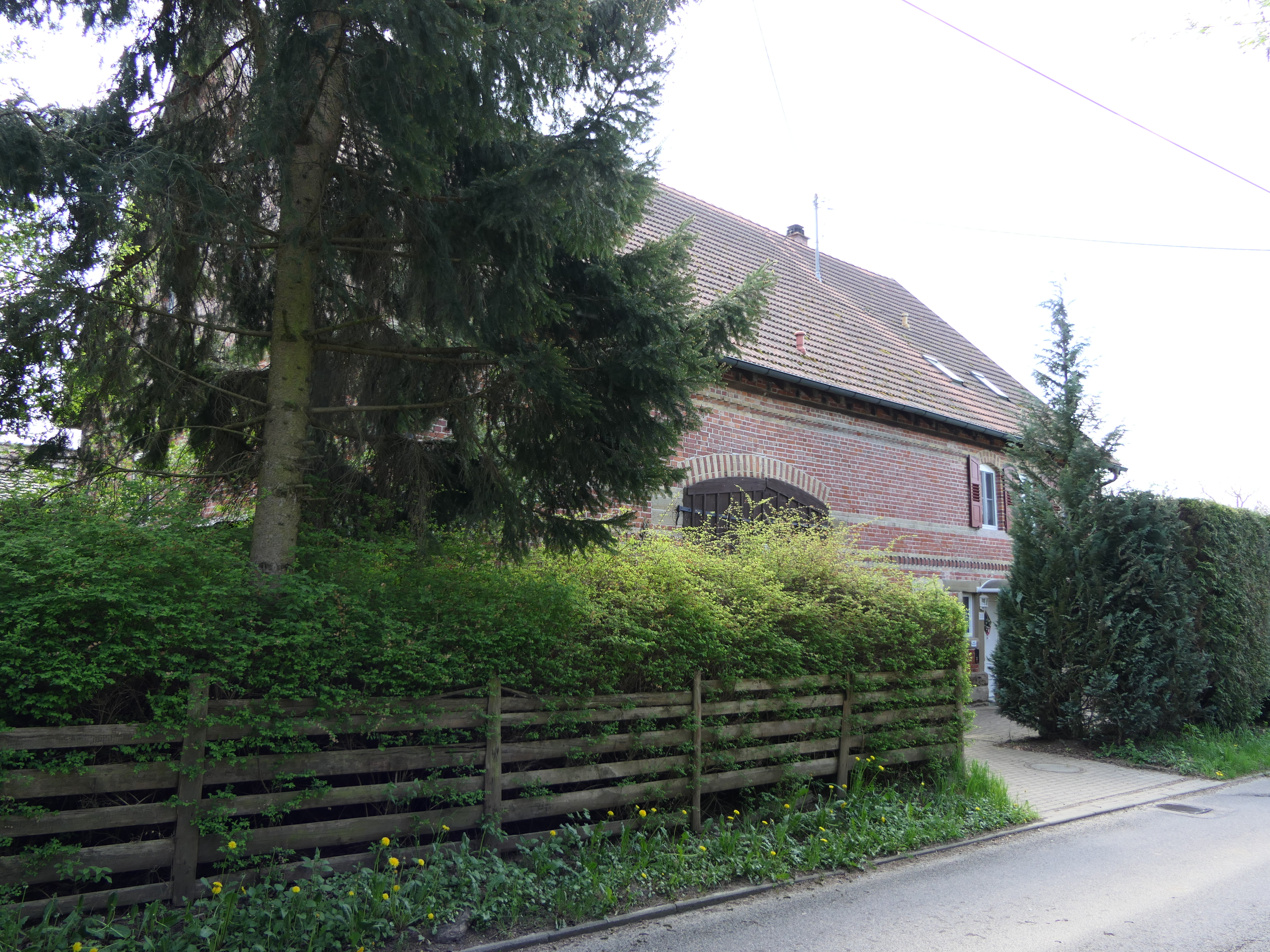
Das Gebäude "Erbachhof 11" in Waiblingen-Neustadt

Im Weiler sind zwei Kulturdenkmale verzeichnet, das Quergeteilte Einhaus (Haus Nr. 11) sowie die Pferdestandsäule bei Haus Nr. 23.